# Wybory parlamentarne w Kanadzie w 2008 roku
40. wybory parlamentarne w Kanadzie odbyły się 14 października 2008 roku.  Ówczesny Premier Kanady Stephen Harper zwrócił się do Gubernatora Generalnego o zarządzenie przedterminowych wyborów, aby wzmocnić pozycję Partii Konserwatywnej i jej funkcjonującego od dwóch i pół roku mniejszościowego rządu.

## Przywódcy największych kanadyjskich partii

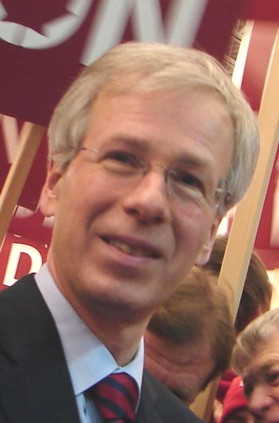
Stephane Dion - Liberalna Partia Kanady
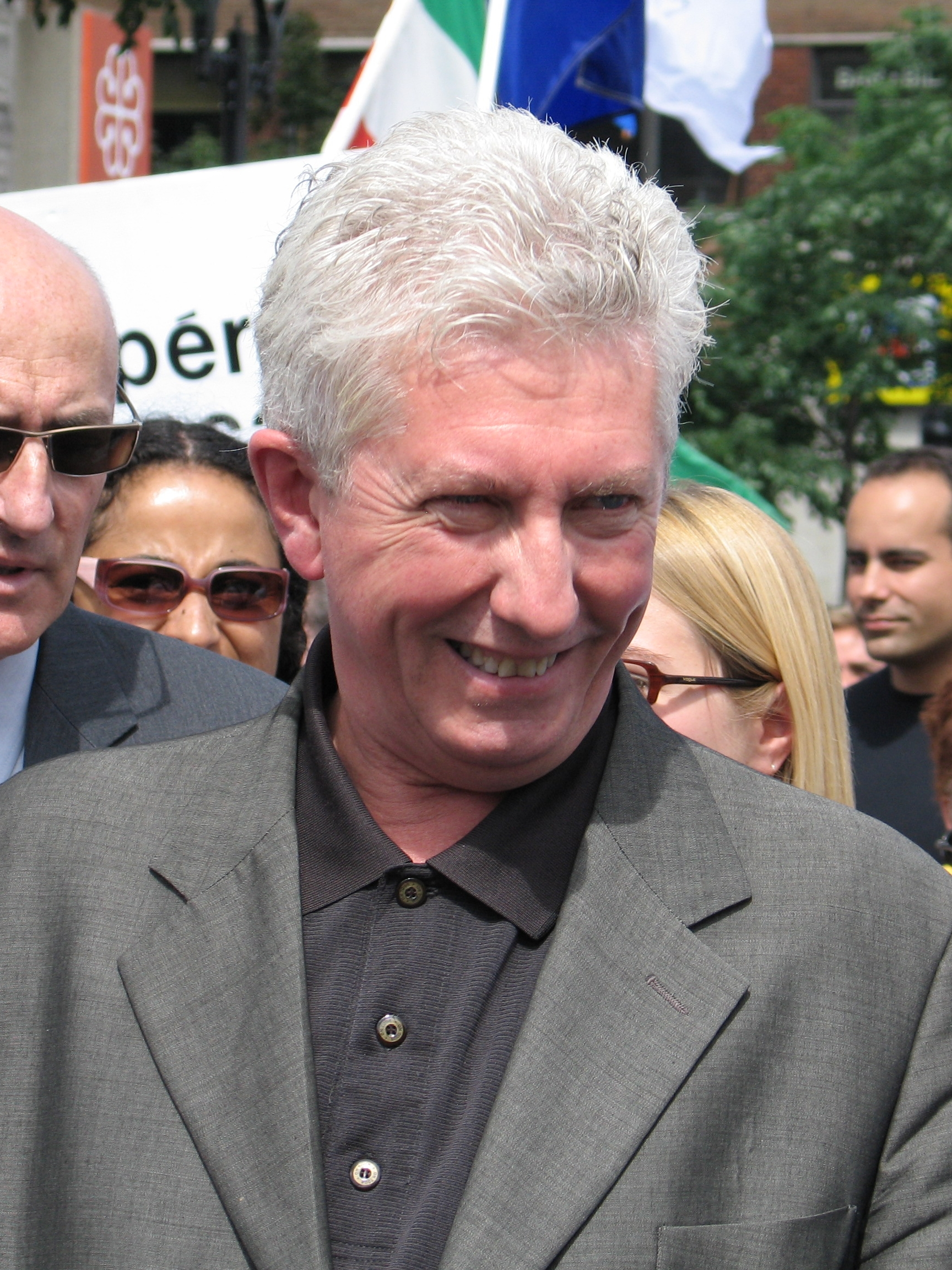
Gilles Duceppe - Blok Quebecu
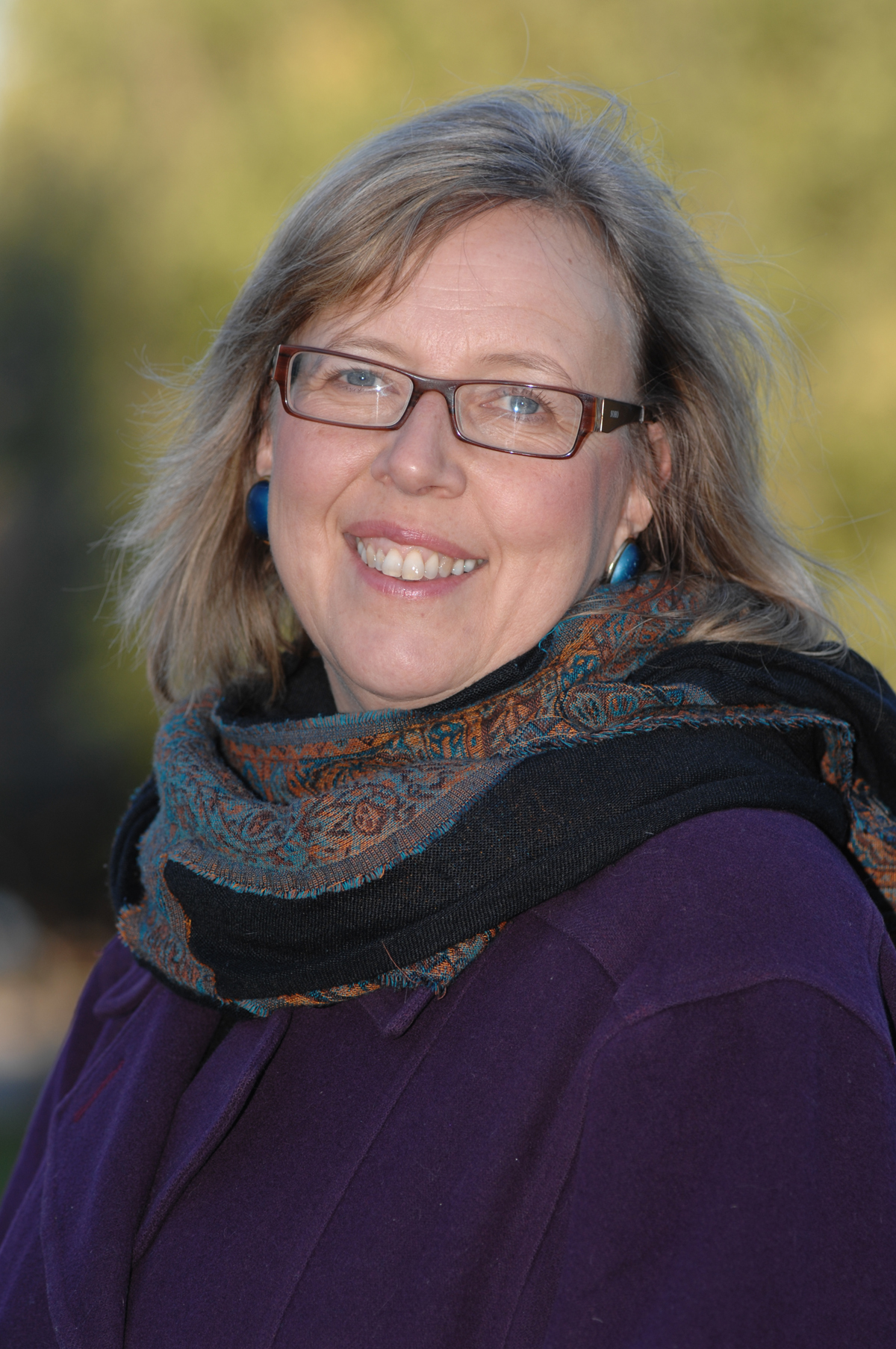
Elizabeth May - Partia Zielonych

## Wyniki
Wybory ponownie wygrała Partia Konserwatywna, zdobywając 37.6% głosów i 143 mandaty (z 308).  Wyniki te były lepsze od tych w poprzednich wyborach w 2006 (36.27% i 124 mandaty), ale nie pozwolą partii na utworzenie rządu większościowego.  Partia Liberalna poniosła duże straty, zdobywając 26.23% głosów i 77 mandatów.  Ponadto jeszcze dwie partie znajdą się w parlamencie: Blok Quebecu (50 mandatów) i NDP (37 mandatów).